# Zach Robinson
Zachary Scott Robinson, detto Zach (Lambeth, 11 giugno 2002), è un calciatore inglese, attaccante del Motherwell.

## Carriera
Dopo aver giocato nelle giovanili di Lambeth Tigers e, per un biennio, AFC Wimbledon, all'inizio della stagione 2019-2020 viene ceduto in prestito al Basingstoke Town, club di Southern Football League Division One South (ottava divisione inglese), con cui segna 3 reti in 4 partite di campionato e 3 reti in altrettante partite in FA Trophy; tornato all'AFC Wimbledon, il 13 novembre 2019 esordisce tra i professionisti in una partita del Football League Trophy vinta per 3-1 in casa contro il Southend Utd; nella seconda metà della stagione gioca invece in prestito al Leatherhead, con cui mette a segno 6 reti in 11 presenze in Isthmian League (settima divisione). Inizia poi la stagione 2020-2021 nella rosa della prima squadra dell'AFC Wimbledon, con cui il 22 settembre 2020 segna il suo primo gol in carriera tra i professionisti in una partita di Football League Trophy pareggiata contro l'Under-21 del Brighton; nel prosieguo della stagione sempre con i Dons gioca inoltre 5 partite nella terza divisione inglese (ed ulteriori 2 partite nel Football League Trophy); nella sessione invernale di calciomercato gioca in prestito al Woking, con cui disputa 10 partite nella quinta divisione inglese, senza però mai segnare.
Nella stagione 2021-2022 segna invece un gol in 6 presenze in terza divisione all'AFC Wimbledon, per poi trascorrere due brevi periodi in prestito in sesta divisione, prima all'Hemel H. Town (2 presenze ed un gol) e successivamente al Hampton & Richmond (10 presenze e 3 reti nel medesimo campionato, con in aggiunta anche una rete in una presenza in FA Trophy). Nell'estate del 2022 dopo aver giocato una partita in quarta divisione con l'AFC Wimbledon passa in prestito al Dundee, dove con 12 reti in 29 partite di campionato giocate (e, in generale, 13 reti in 33 presenze tra tutte le competizioni ufficiali) contribuisce alla vittoria della seconda divisione scozzese; viene poi riconfermato in prestito anche per la stagione 2023-2024, in cui segna 3 reti in 21 presenze in prima divisione. Nell'estate del 2024 si trasferisce a titolo definitivo al Motherwell, altro club della prima divisione scozzese, con il quale firma un contratto biennale. Il 3 dicembre 2024 la sua stagione dopo un gol in 12 presenze finisce di fatto anzitempo, a causa della rottura di un tendine durante una sessione di allenamento.

## Palmarès

### Club

#### Competizioni nazionali
- Scottish Championship: 1

Dundee: 2022-2023